# Miyabi Natsuyaki
Miyabi Natsuyaki (in lingua giapponese 夏焼 雅; Chiba, 25 agosto 1992) è una cantante giapponese.

## Carriera
La sua carriera comincia nel 2002 quando passa le audizioni per entrare nell'Hello! Project Kids, un gruppo musicale di adolescenti formato dalla Hello! Project. Da quel momento ha continuato a cantare per l'etichetta giapponese in diversi girl group: dal 2004 è membro delle Berryz Kobo, dal 2007 delle Buono! e inoltre ha fatto parte delle Sexy Otonajan e delle Aa!.